# Paragehyra
Paragehyra es un género de gecos de la familia Gekkonidae. Sus especies son endémicas de Madagascar.

## Especies
Se reconocen las siguientes cinco especies:
- Paragehyra austini Crottini, Harris, Miralles, Glaw, Jenkins, Randrianantoandro, Bauer & Vences, 2014.
- Paragehyra felicitae Crottini, Harris, Miralles, Glaw, Jenkins, Randrianantoandro, Bauer & Vences, 2014.
- Paragehyra gabriellae Nussbaum & Raxworthy, 1994.
- Paragehyra petiti Angel, 1929.
- Paragehyra tsaranoro Belluardo, Piccoli, Lobón-Rovira, Alves, Rasoazanany, Andreone, Rosa & Crottini, 2025[3]